# صمام ضوئي

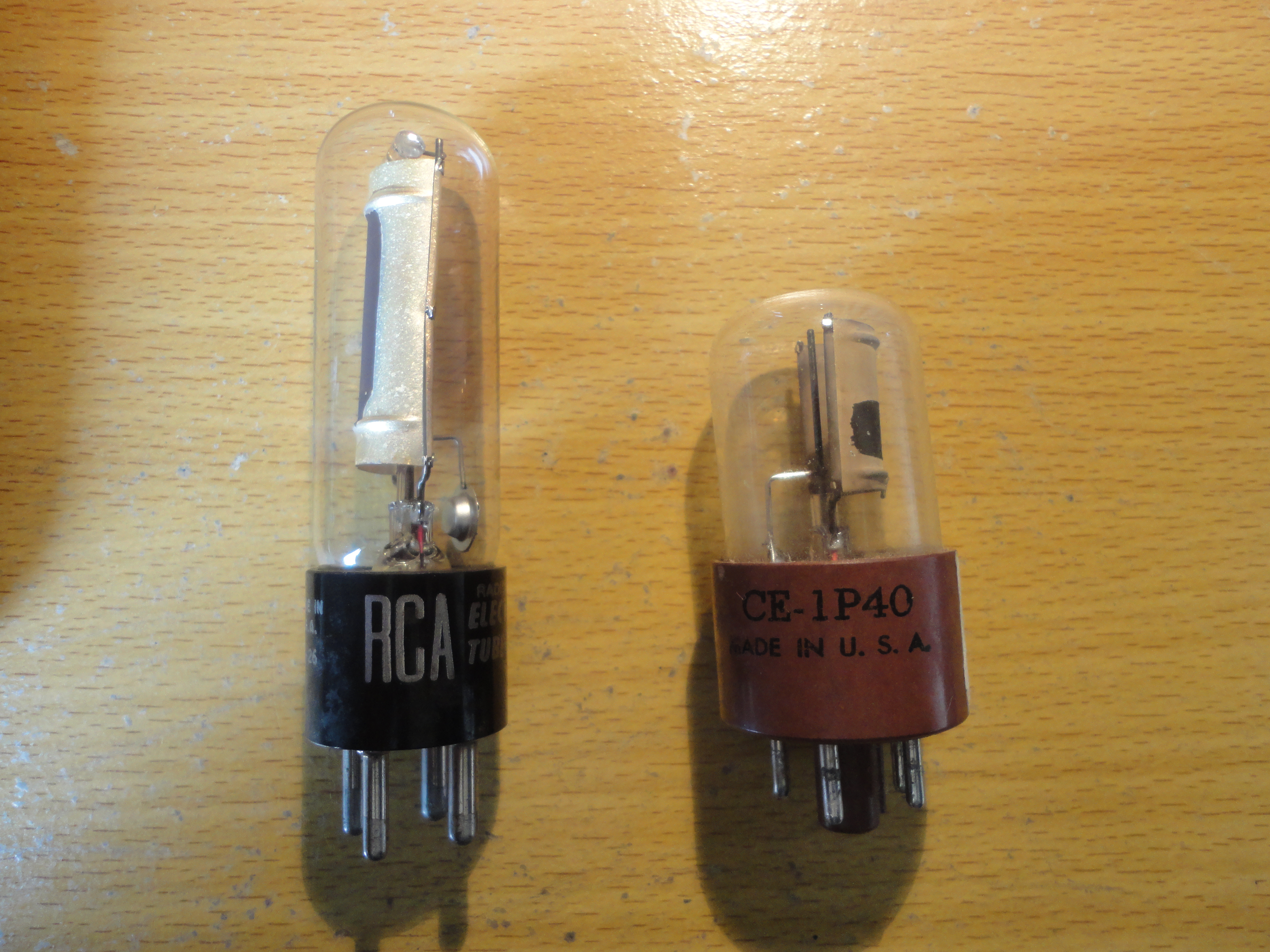

صمام ضوئي (بالإنجليزية: phototube) هي أنبوب مفرغ من الهواء وقد يملأ بغاز خامل، الأنبوب يشبه اللمبة وهي شديدة الحساسية للضوء في النطاقات : الأشعة فوق البنفسجية ، و الضوء المرئي والأشعة تحت الحمراء القريبة من الضوء الأحمر في الطيف .

## طريقة العمل
تعمل الصمامات الضوئية طبقا للتأثير الكهرضوئي : يصتدم الفوتون الساقط ب المهبط الضوئي للصمام فتتحرر بعض الإلكترونات من ذراتها الموجودة في المهبط الضوئي، وتسقط الإلكترونات على المصعد تحت تأثير الجهد الموجب الموجود عليه . ويسير بذلك تيار كهربائي خارج الصمام، ويعتمد شدة التيار على تردد وشدة الفوتونات الساقطة.
وعلى عكس صمام تضخيم ضوئي لا يحدث في الصمام الضوئي الموصوف هنا تضخيم لعدد الإلكترونات الناتجة، ولذلك يكون التيار المتولد في نطاق عدة ميكرو أمبير ( 1 ميكروأمبير = 1/ 1.000.000 أمبير).

## استخداماته
من أهم الوطائف التي يقوم بها الصمام الضوئي هو قراءة تسجيل الصوت المسجل ضوئيا على الأفلام السينمائية، وترجمة إشاراته لإصدار الصوت . وقد استخدمت في الماضي الصمامات الضوئية في تطبيقات كثيرة لتحسس الضوء قبل أن ينافسها في ذلك الترانزيستور الضوئي والثنائي الضوئي .

## اقرأ أيضا
- صمام ثنائي باعث للضوء
- صمام تضخيم ضوئي
- خلية شمسية